# Port lotniczy Kushiro
Port lotniczy Kushiro (IATA: KUH, ICAO: RJCK) – port lotniczy położony w Kushiro, w prefekturze Hokkaido, w Japonii.

## Linie lotnicze i połączenia
- All Nippon Airways (Tokio-Haneda, Sezonowe: Osaka-Itami)
- ANA obsługiwane przez Air Nippon Network (Sapporo-Chitose)
- Japan Airlines (Tokio-Haneda)
- Japan Airlines obsługiwane przez Hokkaido Air System (Hakodate, Sapporo-Chitose, Sapporo-Okadama)
- TransAsia Airways (Czartery: Tajpej-Taoyuan)